# طارق محمد الحموري
طارق محمد خليل الحموري (1975-) سياسي ووزير أردني ينحدر من مدينة إربد، تحديدا منطقة بيت راس شغل منصب وزير الصناعة والتجارة والتموين في حكومة عمر الرزاز منذ 14 يونيو 2018 إلى سنة 2020.

## المؤهلات العلمية
حاصل على دكتوراه في القانون التجاري عام 2002 من «جامعة بريستول»، وماجستير في القانون التجاري عام 1998 من «جامعة إدنبرة» في المملكة المتحدة، وبكالوريس في القانون عام 1997 من «الجامعة الأردنية»، بالإضافة إلى شهادة دبلوم عام 2003 من «منظمة التجارة العالمية» و«صندوق النقد العربي» في دولة قطر.

## المناصب
شغل العديد من المناصب في الجامعة الأردنية منها: المستشار الإداري والمالي والقانوني لرئيس الجامعة بين 2015 و2016، وعميد كلية الحقوق بين 2012 و2014، ورئيس الدائرة القانونية خلال 2012، وأستاذ مشارك في كلية الحقوق بين 2011 و2018، وأستاذ مساعد في الكلية ذاتها بين 2002 و2011، ومحاضر متفرغ بين 1999 و2002، وأستاذ كرسي «اليونسكو» في الكلية.

## العضويات
كما شغل عضوية مجلس إدارة كل من: «البنك الأهلي الأردني»، «شركة توزيع الكهرباء»، «الشركة الوطنية للتنمية السياحية»، «المعهد القضائي الأردني»، «شركة السمرا لتوليد الكهرباء»، «صندوق الاستثمار للضمان الاجتماعي»، «البنك العربي الإسلامي الدولي»، «شركة كهرباء المملكة لاستثمارات الطاقة»، وكان عضواً في مجلس أمناء «صندوق الملك عبد الله الثاني للتنمية» و«جامعة جدارا». وله العديد من الكتب والأبحاث المنشورة.
1. ↑  "رئاسة الوزراء - معالي الدكتور طارق محمد خليل حموري". www.pm.gov.jo. مؤرشف من الأصل في 2020-04-10. اطلع عليه بتاريخ 2020-04-10.